# Johann Kaspar Schweizer
Johann Kaspar Schweitzer, Johann Caspari Suicerus ou Johann Kaspar Suicer, né le 26 juin 1620 à Frauenfeld et mort le 29 décembre 1684 à Zurich, est un philologue et théologien protestant suisse.

## Biographie
Johann Kaspar Suicer naît en 1619 ou le 26 juin 1620 à Frauenfeld. Il étudie à Zurich, Montauban, Saumur et Paris.
Il est ensuite consacré pasteur et exerce dans plusieurs régions européennes. Il a publié de nombreux travaux sur la grammaire, la syntaxe et la prosodie grecques, tout comme l'archéologie sacrée ; ils ont servi « de base à son œuvre maîtresse, Thesaurus ecclesiasticus (1682), dictionnaire de la langue des Pères de l'Église grecs, qui eut une influence durable ». 
Il meurt le 29 décembre 1684 à Zurich en Suisse.

## Œuvres
- (la) Thesaurus ecclesiasticus..., Amsterdam, J. H. Wetstenium, 1682
- (la) Symbolum Niceno-Constantinopolitanum expositum
- (la) Dictionarium latino-germanicum nec non germanico-latinum
- (la) Lexicon Graeco-latinum et Latino-graecum
- (la) Sacrarum observationvm liber singularis...
- (la) Empyreuma Eusebeias, quo miscellanea; duæ nimirum Chrysostomi...